# Censure au Canada
Cet article recense les différentes activités de censure au Canada dans les domaines du cinéma, de la littérature et des bibliothèques.

## Cinéma
Le contrôle cinématographique au Québec remonte au 15 avril 1913, avec la création du Bureau de censure des vues animées de la province de Québec. La Semaine religieuse de Québec souligne, en 1934, un point intéressant entre le livre et le cinéma : « Pèche-t-on contre la loi de l'Index en assistant à l'adaptation cinématographique d'un livre condamné, comme Les Misérables de Victor Hugo, ou Jocelyn de Larmartine ? » Arthur Douville répond à cette question en puisant dans le droit canon et décrète qu'un film et un livre sont distincts et que les lois prohibitives de l'Index sont trop strictes pour s'appliquer aux dérivés cinématographiques. Il souligne toutefois que les adaptations filmiques demeurent des « prohibitions communes à la morale. » En 1967, le Bureau de censure devient le Bureau de surveillance du cinéma qui classifie les films plutôt que de les censurer. Aujourd'hui, c'est la Régie du cinéma qui s'en occupe.
Le crime ne paie pas (Thugs with Dirty Mugs) (1939), film réalisé par Tex Avery, est banni par des procédures judiciaires ayant lieu en 1967.
Le film Après-ski de Roger Cardinal, adapté d'un roman érotique de Philippe Blanchont, est connu comme le seul film québécois condamné par un tribunal en vertu du Code criminel en 1971 et 1973.
Le prêtre Robert-Claude Bérubé est le principal auteur des cotes morales des films au Québec, une fonction qu'il occupe jusqu'en 1991.
L'Office national du film (ONF) a censuré des films pour des raisons politiques. Le film On est au coton, documentaire décrivant les conditions de travail difficiles dans l’industrie textile au Québec, de Denys Arcand a été censuré une vingtaine d'années par l'ONF. Gilles Groulx a également subi la censure de cet office.
Le projet de loi C-10 proposé en mars 2008 attribue à la ministre du Patrimoine l'autorité d'annuler le financement public de films et d'émissions de télévision jugés « contraires à l'ordre public », et autorise le Patrimoine canadien à retirer des crédits d'impôt octroyés à des producteurs ou à en exiger le remboursement.
Le film Les ennemis du cinéma : une histoire de la censure au Québec, de Karl Parent et Yves Lever, sort à la même époque (mars 2008).

## Littérature
La censure est d'abord un enjeu qui relève du pouvoir religieux, mais qui se sécularise à partir des années 1950 autour de la question de l'obscénité. Le premier cas de censure en Nouvelle-France est associé à un pamphlet, L'Anticoton, qui dénonce les Jésuites et qui est brûlé en 1625.
Le contrôle littéraire est également pratiqué sous le couvert de la recommandation par le biais de guide comme celui de Blanche Gagnon, qui fait paraître sous un pseudonyme, Bibliophile, un ouvrage intitulé Guide bibliographique pour la constitution d'une bonne bibliothèque en 1934 et qui propose une sélection d' « une irréprochable moralité ». Ce livre s'inspire de l'œuvre de l'abbé Louis Bethléem et de son répertoire intitulé Romans à proscrire (1904) et de la Revue des lectures.
Les romans Marie Calumet de Rodolphe Girard (1904), La Scouine d'Albert Laberge (1918) et Les Demi-civilisés de Jean-Charles Harvey (1934), connaissent une censure cléricale officielle.
Noir Canada (2008), livre écrit par Alain Deneault avec Delphine Abadie et William Sacher, est banni par des procédures judiciaires ayant lieu de 2008 à 2011. Ce livre déclenche l'apparition de la loi anti-SLAPP du Québec, mais cette loi n'aurait pas pu s'appliquer à la poursuite en question parce que celle-ci a eu lieu en Ontario.
En 2019, l'auteur Québécois Yvan Godbout a été arrêté et accusé de pédopornographie parce que son livre d'horreur fictif, intitulé Hansel et Gretel, contenait des représentations d'abus sexuels sur des fictives enfants. Il a été acquitté et déclaré non coupable en 2020. En raison de cette expérience, Godbout s’est senti poussé à arrêter complètement d’écrire et a mis fin à sa carrière en 2023.

## Bibliothèques et écoles
La censure est un enjeu incessant dans les bibliothèques publiques québécoises, et sous diverses formes : religieuse, politique et judiciaire.
L'Église tente d'établir un contrôle des collections des bibliothèques dès leur naissance au Québec. La première bibliothèque publique sous souscription, la Bibliothèque de Québec fondée en 1779 par le gouverneur Haldimand, voit rapidement son soutien retiré par l'Église lorsque son bibliothécaire fait l'acquisition de l'Encyclopédie de Diderot et d'Alembert ainsi que de 40 tomes de Voltaire. Malgré tout, la censure cléricale au XVIIIe siècle n'est pas encore organisée. Le faible taux d'alphabétisation de la population québécoise ne pose pas encore un enjeu majeur pour la diffusion d'idées contraires à l'Église et celle-ci n'interviendra pas de manière soutenue avant le siècle suivant.
Au milieu du XIXe siècle, Mgr Bourget mène une guerre idéologique contre l'Institut canadien de Montréal, qui répand des idées libérales et modernes dans la population canadienne-française notamment grâce au prêt de livres de sa bibliothèque. Ce conflit culminera en 1880 avec la fermeture de l'Institut à la suite de l'excommunication de ses membres et la mise à l'index de ses annuaires de 1868 et 1869. Sa bibliothèque sera vendue en 1885 à l'Institut Fraser.
En réponse à la prolifération des bibliothèques publiques vers la fin du XIXe siècle et à la suite de l'adoption d'une loi par le gouvernement Mercier en 1890 autorisant les villes à se doter d'une bibliothèque publique, le clergé vise à proposer des solutions encadrantes. D'une part, la promotion de bibliothèques paroissiales en fait partie afin de prescrire de « bonnes lectures » à la population. D'autre part, ces bibliothèques se voient imposées la possession d'un exemplaire de l'Index librorum prohibitorum dans le but d'en faire l'application. Finalement, la plupart des bibliothèques possèderont une section isolée appelée Enfer pour y conserver les livres mis à l'Index jusqu'à sa disparition en 1966.
La censure et l'Index connaissent un ralentissement pendant la Deuxième Guerre Mondiale. Après celle-ci, la maison Fides, fondée par le père Paul-Aimé Martin en 1937, contribue de manière significative à la normalisation de la pratique censoriale au Québec. Ce dernier fonde également l'École de bibliothécaires en 1937 et l’Association catholique des bibliothèques d’institutions en plus d'entretenir des liens avec l’Association canadienne des bibliothécaires de langue française (ACBLF). Ces institutions sont parmi les premiers regroupements professionnels de bibliothécaire de langue française en Amérique du Nord et leurs liens étroits avec le clergé font en sorte que le discours des bibliothécaires est essentiellement sur la moralité des lectures jusque dans les années 1960. La formation de l'École de bibliothécaires se fait dans un contexte d'éducation catholique et offre donc des cours sur l'Index et les bibliothèques paroissiales, entre autres. La maison Fides fournit des outils bibliographiques aux bibliothécaires et aux lecteurs sous forme de fiches de catalogage permettant de classer les livres selon leur degré de moralité. Ces fiches paraissent dans le bulletin Mes fiches et peuvent identifier, par exemple, les ouvrages « mauvais » ou « dangereux » selon la norme catholique. À ce bulletin s'ajoute les revues Lectures et Revue des bibliothèques qui servent de véhicule de promotion pour les bibliothèques paroissiales et contribuent à renforcer le rôle confessionnal désiré par le clergé pour les bibliothèques.
Les années 1950-1960 verront le clergé multiplier les attaques et les justifications pour le contrôle des lectures. Le congrès de l'ACBLF en 1951 est marqué par l'intervention de hauts responsables religieux. L'archevêque de Montréal, Mgr Léger rappelle que l'Index est encore en vigueur et que les chrétiens sont soumis « au jugement normatif de l'Église ». Le Bill of Rights de l'American Library Association, fondé sur des valeurs libérales et visant à respecter la liberté du lecteur, est également critiqué durant une allocution du sulpicien Édouard Gagnon. Inquiet des critiques envers l'Église pour son exercice de censure, Mgr Chartier s'exprime devant l'ACBLF en 1953 pour rappeler aux bibliothécaires leur devoir moral et social de contrôler les lectures.
La fin de l'Index en 1966 coïncide avec l'effritement du pouvoir du clergé au Québec. La censure devient donc de nature judiciaire et politique à partir de ce moment. Quelques cas sont recensés durant les années qui ont mené à la Crise d'octobre 70, soit l'interdiction par la Sûreté du Québec aux bibliothèques de prêter des ouvrages portant sur le maniement d'armes à feu et l'intervention de la Gendarmerie royale du Canada pour obtenir de l'information sur des journaux et périodiques « séditieux ».
Depuis 2006, la Fédération canadienne des associations de bibliothèques produit des rapports annuels sur les plaintes liées à la liberté intellectuelle qui sont disponibles sur son site web. En 2021, 73 plaintes officielles pour demande de retrait d'œuvres ont été reçues par l'ensemble des bibliothèques publiques du Canada. Du nombre, seulement une vingtaine ont entraîné une action concrète se soldant soit par le retrait du document, soit par sa reclassification.
En Ontario, en 2019, prétextant opérer un geste visant à la réconciliation avec les premiers peuples, le Conseil scolaire catholique Providence procède, sous l'égide de Suzy Kies, à la destruction de 5 000 œuvres littéraires. Cette action s'inscrit notamment par la destruction d'une trentaine d'entre-elles par autodafé en 2019 lors d'une cérémonie de purification. Les œuvres mises à l'index, incluant des bandes dessinées d'Astérix, Lucky Luke et Tintin, sont accusées de propager des stéréotypes et du racisme. Les gestes sont dénoncés par plusieurs auteurs, sans être unanimement dénoncés par l'ensemble des leaders politiques canadiens, notamment le Premier ministre Justin Trudeau.
Pour Jean-Philippe Uzel, spécialiste de l’art autochtone à l’UQAM, « brûler des livres, c’est réécrire l’histoire. Et le faire devant des enfants dans un but éducatif, c’est une aberration totale ».

## Publications
Il existe un certain nombre d'essais hors Québec qui dénoncent le censure du clergé et le contrôle littéraire au Canada français.
- Clerical control in Quebec, par Edward McChesney Salt
- Le cléricalisme au Canada, par R. de Marmande
- The Rise of Ecclesiastic control in Quebec, par Walter Alexander Riddell